# Paardekop (Venray)
De Paardekop is een bos-, natuur- en recreatiegebied bij Ysselsteyn in de gemeente Venray.
Dit betrekkelijk kleine gebied van ca. 200 ha kent diverse recreatieve voorzieningen zoals een kamphuis, De Peelhaas, een uitkijktoren langs de Paardekopweg, diverse ruiterpaden en wandelroutes.
Daarnaast liggen hier een voormalige logistieke inrichting van de landmacht en een groot Duits oorlogskerkhof.
Op de Paardekop ligt een heideveldje van ca. 10 ha, dat namens de gemeente Venray wordt beheerd door de Gemeente Venray. Het is van belang als een van de weinige heideveldjes die in de Peelregio naast redelijke oppervlakten al dan niet afgegraven hoogveen, zijn overgebleven. Er ligt een voedselarme, maar vaak droogvallende plas in met de bijbehorende begroeiing, zoals zonnedauw en witte snavelbies. Dit gebiedje werd omstreeks 2000 opgeschoond en ontdaan van veel vliegdennen.